# Werner von Strauch
Werner von Strauch (* 16. Mai 1825 in Gera; † 25. September 1898 in Weimar) war ein großherzoglich-sächsischer Oberjäger- und Landforstmeister.

## Leben
Werner von Strauch besuchte die Großherzoglich-Sächsische Forstlehranstalt Eisenach. 1845 wurde er Mitglied des Corps Guestphalia Jena. Er wurde Forstlehrer in Lauterberg im Harz, Hombressen und Bärenfels. Als Jagdjunker war er von 1850 bis 1852 Beamter in der Kammer- und Forstdirektion in Gera. Ab 1. Januar 1852 war er Forstmeister und ab 1. November 1852 Forstinspektor und Forstmeister in der Pfalz Allstedt. Über 14 Jahre – vom 16. Oktober 1861 bis zum 1. Oktober 1875 – war er Forstinspektor in Berka an der Ilm (Saale). Zwischenzeitlich war er vom 1. Oktober 1866 bis zum 31. Dezember 1868 auch in Ettersburg. Am Weihnachtstag 1873 zum Hofjägermeister ernannt, war er vom 1. Oktober 1875 bis zum 1. Mai 1883 Forstinspektor in Eisenach und Leiter des Hofjagdwesens von Sachsen-Weimar-Eisenach. Seit dem 25. Dezember 1882 Oberjägermeister, war er vom 1. Mai 1883 bis zum 25. September 1898 forsttechnischer Referent im Staatsministerium (Finanzdepartement) zu Weimar und Forstinspektor der Forstinspektion Weimar. Am 1. Januar 1891 wurde er zum Oberjägermeister und Landforstmeister ernannt. Mit dem Prädikat Exzellenz folgte am 1. September 1892 seine Ernennung zum Wirklichen Geheimen Rat.

## Familie
Strauch hatte sich am 21. August 1853 in Kaschwitz mit Elisabeth Edle von der Planitz (* 1833) verheiratet. Sie war eine Tochter von Gustav Adolf von der Planitz und dessen Ehefrau Marie geb. von Watzdorff (1808–1862). Ihr Vater war Herr auf Kaschwitz, königlich sächsischer Hof- und Justizrat sowie herzoglich sachsen-altenburgischer Geheimer Rat und Minister.